# تشارلز كوران
تشارلز كوران (بالإنجليزية: Charles Curran)‏ هو عالم عقيدة وكاتب أمريكي، ولد في 30 مارس 1934 في روتشستر في الولايات المتحدة.

## وصلات خارجية
- تشارلز كوران على موقع مونزينجر (الألمانية)